# Бжозово-Ленґ
Бжозово-Ленґ (пол. Brzozowo-Łęg) — село в Польщі, у гміні Дзежґово Млавського повіту Мазовецького воєводства.
Населення — 90 осіб (2011).
У 1975-1998 роках село належало до Цехановського воєводства.

## Демографія
Демографічна структура станом на 31 березня 2011 року:
|          | Загалом | Допрацездатний вік | Працездатний вік | Постпрацездатний вік |
| -------- | ------- | ------------------ | ---------------- | -------------------- |
| Чоловіки | 41      | 4                  | 31               | 6                    |
| Жінки    | 49      | 14                 | 22               | 13                   |
| Разом    | 90      | 18                 | 53               | 19                   |